# Колеферо
Колефѐро (на италиански: Colleferro) е град и община в Централна Италия, провинция Рим, регион Лацио. Разположен е на 218 m надморска височина. Населението на общината е 22 142 души (към 2012 г.).